# Wikipédia en minangkabau
Wikipédia en minangkabau (en minangkabau : Wikipedia bahasa Minangkabau) est l’édition de Wikipédia en minangkabau, langue malaïque parlée à Sumatra en Indonésie. Les articles sont créés sur l'incubateur Wikimédia à partir de janvier 2009 et l'édition est lancée officiellement le 6 février 2013,,,. Son code est : min.
Au 21 mars 2025, l'édition en minangkabau contient 228 296 articles et compte 20 788 contributeurs, dont 64 contributeurs actifs et 5 administrateurs.

## Présentation
L'édition en minangkabau a été approuvée par le comité le 29 janvier 2013 et le site a été lancé le 7 février de la même année.
C'est l'édition linguistique ayant le plus d'articles parmi les éditions ayant moins de 20 000 utilisateurs enregistrés.
Elle présente également le plus faible ratio des 287 éditions linguistiques de Wikipédia du total des pages créées sur le nombre d'articles (1,04), ce qui veut dire qu'il n'y a quasiment pas de pages de redirections, de catégories, etc..
Le logo de la Wikipédia en minangkabau était le même que celui de l'édition indonésienne, à cause de la proximité des deux langues. Ce n'est plus le cas aujourd'hui.

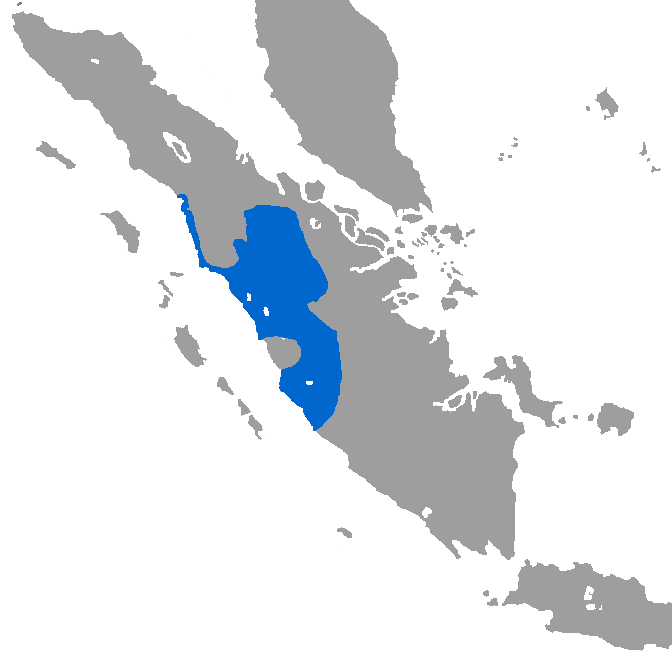
Aire de diffusion du minangkabau.
Localisation du minangkabau dans la partie Nord de Sumatra.

## Statistiques
- Le 24 mars 2015, l'édition en minangkabau compte 221 118 articles et 3 282 utilisateurs enregistrés[7], dont seulement 424 ont contribué[8] et 32 ont été actifs durant les 30 derniers jours[7], ce qui en fait la 31e[9] édition linguistique de Wikipédia par le nombre d'articles et la 249e[10] par le nombre d'utilisateurs enregistrés, parmi les 287 éditions linguistiques actives.
- Le 15 octobre 2022, elle contient 225 773 articles et compte 16 366 contributeurs, dont 48 contributeurs actifs et 5 administrateurs.
- Le 11 août 2024, elle contient 227 727 articles et compte 19 676 contributeurs, dont 52 contributeurs actifs et 5 administrateurs.